# Francesco Antonio Picchiatti

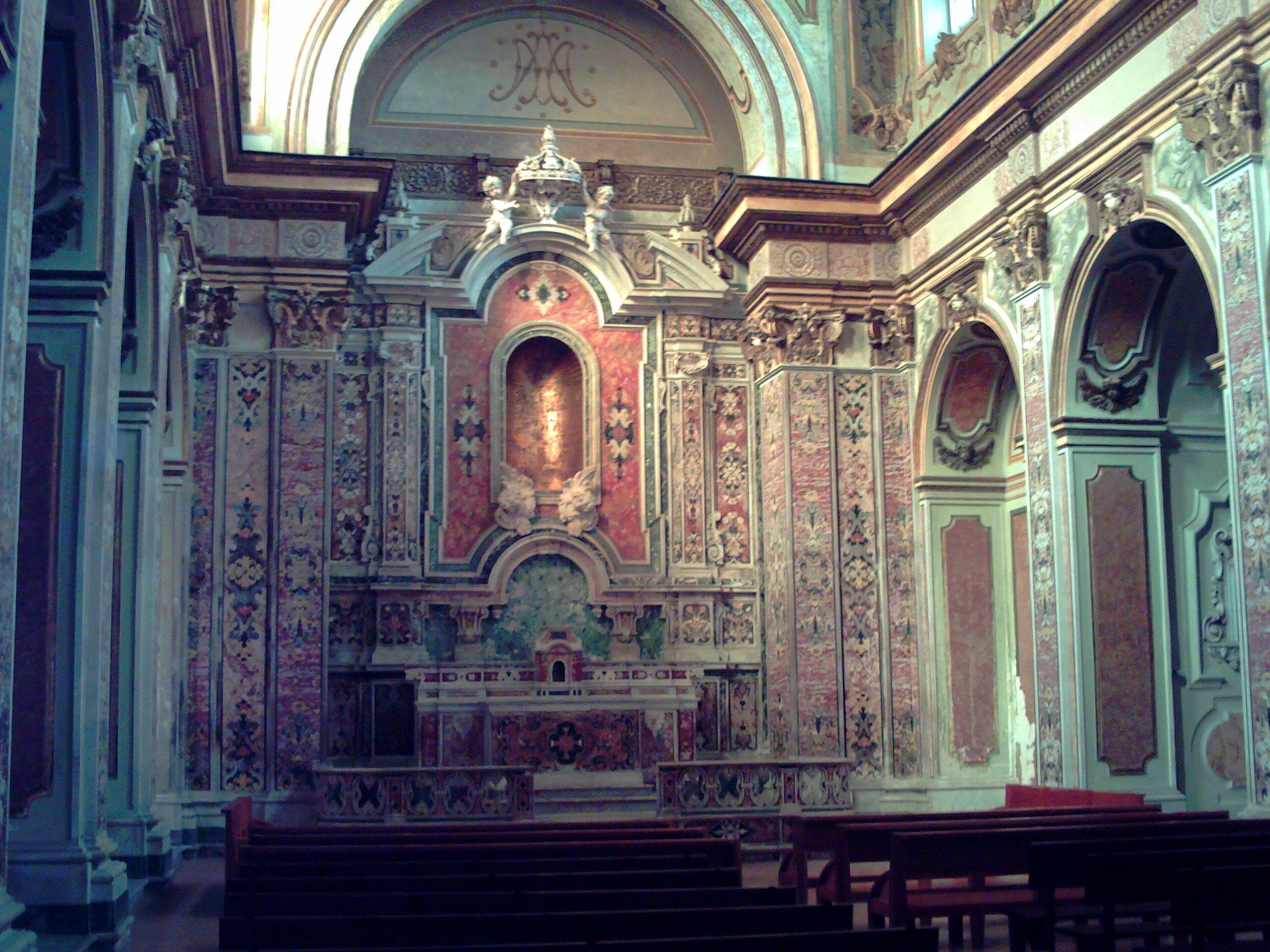
Décoration intérieure de l'église de la Croix-de-Lucques.

Francesco Antonio Picchiatti, né le 10 janvier 1617 à Naples et mort le 28 août 1694 dans cette même ville, est un architecte italien qui fut actif dans le royaume de Naples. 

## Biographie
Francesco Antonio Picchiatti est le fils de l'architecte ferrarais Bartolomeo Picchiatti avec qui il travailla jusqu'à sa mort en 1643. Il s'illustre aussi comme antiquaire et archéologue et obtient de ce fait l'estime du vice-roi du royaume de Naples (1682-1687), Gaspar Méndez de Haro (en), marquis du Carpio. Picchiatti voyage à travers l'Italie entre 1683 et 1687, afin de rassembler des œuvres antiques pour le compte du vice-roi, grand collectionneur d'antiquités, et en faire des dessins. La plupart font partie, après la mort du vice-roi, des collections du musée des Grassi.
L'œuvre architectonique de Picchiatti est fort variée, concernant aussi bien la construction et la restauration d'édifices sacrés que d'édifices profanes, des fontaines ou des réalisations du génie civil. Après la mort de son père, il collabore avec l'ingénieur royal Onofrio Antonio Gisolfi (it) à l'achèvement des travaux de la chapelle du palais royal de Naples et de l'escalier d'honneur. En 1645, il rehausse de deux étages le couvent Sant'Antonio a Port'Alba et en 1647 agrandit l'église San Gregorio Armeno ; en même temps, il est occupé aux travaux de l'église Sant'Agostino alla Zecca et de son cloître.
Il conçoit l'église della Croce di Lucca (it) et termine jusqu'à ses derniers jours sa décoration intérieure de stucs et le maître-autel de Pietro Sanbarbierio. Il termine aussi le palazzo del Monte dei Vergognosi, laissé inachevé par son père. Il assiste Pietro de Marino en tant qu'ingénieur pour la restauration de l'église San Pietro Martire. Il refait la décoration des chapelles de l'église Santa Maria di Monteverginella, avec également un nouveau maître-autel, le tout étant terminé par Domenico Antonio Vaccaro, puis par Gaetano Genovese. Après une terrible épidémie de peste, en 1656, il remplace Pietro de Marino pour les travaux de l'église Santa Maria del Pianto terminée en 1657 et consolide l'église San Sebastiano (it), disparue en 1941.
Picchiatti réalise l'église Santa Maria dei Miracoli complétée par Cosimo Fanzago et Domenico Tango. Entre 1660 et 1680, il est occupé par le Pio Monte della Misericordia et l'église de l'Amour-Divin. Il conçoit encore en 1666 le catafalque de Philippe IV d'Espagne, mort en 1665, avec des peintures de Luca Giordano et de Micco Spadaro. Il restaure divers édifices ensuite. 
Sa dernière œuvre est l'église San Giovanni Battista delle Monache, terminée par son élève Giovan Battista Nauclerio.

## Source de la traduction
- (it) Cet article est partiellement ou en totalité issu de l’article de Wikipédia en italien intitulé « Francesco Antonio Picchiatti » (voir la liste des auteurs).